# Municipio de Viñales
Municipio de Viñales är en kommun i Kuba.   Den ligger i provinsen Provincia de Pinar del Río, i den västra delen av landet, 150 km väster om huvudstaden Havanna. Antalet invånare är 27 129. Arean är 704 kvadratkilometer. Municipio de Viñales gränsar till Municipio de Pinar del Río.
Terrängen i Municipio de Viñales är kuperad söderut, men norrut är den platt.